# Rudolf Dietl

Rudolf Dietl

Rudolf Dietl (* 17. Februar 1892 in Einsiedl bei Marienbad; † 22. Februar 1976 in Buchen, Kreis Mosbach) war ein sudetendeutscher Politiker (NSDAP).

## Leben und Wirken
Nach dem Besuch der Volksschule in Einsiedl bei Marienbad und des Gymnasiums in Saaz wurde Dietl an der Lehrerbildungsanstalt in Prag ausgebildet. 1911 erhielt er eine Anstellung als Volksschullehrer in Saaz. Ab 1914 nahm er mit dem K. k. Landwehrinfanterieregiment „Eger“ Nr. 6 am Ersten Weltkrieg teil. Seit September 1914 wurde er am serbischen Kriegsschauplatz eingesetzt. Später nahm er an Kämpfen in den Karpaten, in Galizien und an der italienischen Front teil. 1917 geriet er in italienische Kriegsgefangenschaft.
Nach seiner Rückkehr aus dem Krieg legte Dietl die Fachprüfung für Bürgerschullehrer ab. Anschließend arbeitete er bis 1935 als Bürgerschullehrer in Saaz. 1935 wurde er aus politischen Gründen nach Dauba versetzt und später pensioniert.
Politisch engagierte Dietl sich seit seiner Jugend im Deutschen Turnverband und in anderen völkischen Verbänden. Im Februar 1935 wurde er Amtsleiter der Hauptstelle der Sudetendeutschen Partei (SdP) in Eger. Als Beauftragter für die Frauenschaft der SdP gehörte er der Hauptleitung der Partei an. Zum 1. November 1938 trat er der NSDAP bei (Mitgliedsnummer 6.641.108). Von Oktober 1938 bis Mai 1939 war er Gauamtsleiter der NSDAP.
Anlässlich der am 4. Dezember 1938 abgehaltenen Ergänzungswahl zur Reichstagswahl vom April 1938 trat Dietl als Abgeordneter für die Sudetengebiete in den nationalsozialistischen Reichstag ein, dem er bis zum Ende der NS-Herrschaft im Frühjahr 1945 angehörte.
Im Mai 1939 wurde Dietl Bürgermeister von Saaz und zeitgleich Kreisrichter der NSDAP. Von August 1942 bis zum Ende des Zweiten Weltkrieges war er Kreisleiter in Saaz. In der SS erreichte er 1943 den Rang eines Sturmbannführers (SS-Nummer 314.972).